# Atherinomorus stipes
Atherinomorus stipes és una espècie de peix pertanyent a la família dels aterínids.

## Descripció
- Pot arribar a fer 10 cm de llargària màxima (normalment, en fa 7,5).
- 10-11 espines i 8-10 radis tous a l'aleta dorsal i 9-13 radis tous a l'anal.
- Té el cap més ample que el cos.[6][7][8][9]

## Alimentació
Menja zooplàncton.

## Depredadors
És depredat pel peix emperador jocú (Lutjanus jocu) a Puerto Rico, Tarpon atlanticus i la barracuda (Sphyraena barracuda) als Estats Units.

## Hàbitat
És un peix d'aigua dolça, salabrosa i marina, i de clima subtropical, el qual viu sobre fons tous i esculls de corall.

## Distribució geogràfica
Es troba a l'Atlàntic occidental: des del sud de Florida, les Bahames i Yucatán (Mèxic) fins al Brasil. També és present al Pacífic sud-oriental (Tumaco, Colòmbia).

## Estat de conservació
No té amenaces importants, encara que la seua associació als esculls de corall li poden suposar problemes pel que fa a les tempestes tropicals, els huracans, les malalties del corall, la contaminació, la sobrepesca i les pressions demogràfiques a moltes àrees de la seua distribució a l'Amèrica tropical.

## Observacions
És inofensiu per als humans.